# یواس‌اس هسکل (ای‌پی‌ای-۱۱۷)
یواس‌اس هسکل (ای‌پی‌ای-۱۱۷) (به انگلیسی: USS Haskell (APA-117)) یک کشتی بود که طول آن ۴۵۵ فوت (۱۳۹ متر) بود. این کشتی در سال ۱۹۴۴ ساخته شد.